# NGC 4690
NGC 4690 (również PGC 43202 lub UGC 7964) – galaktyka eliptyczna (E-S0), znajdująca się w gwiazdozbiorze Panny. Odkrył ją William Herschel 11 kwietnia 1787 roku.